# Oestrich-Winkel
Oestrich-Winkel är en stad i Rheingau-Taunus-Kreis i det tyska förbundslandet Hessen. Oestrich-Winkel har cirka 12 000 invånare.
Kommunen bildades 1 juli 1972 genom en sammanslagning av kommunerna Mittelheim, Oestrich och Winkel. Hallgarten uppgick 1 januari 1977 i kommen.

## Ortsteile
Oestrich-Winkel har fyra distrikt: Hallgarten, Mittelheim, Oestrich och Winkel.

Oestrich-Winkel
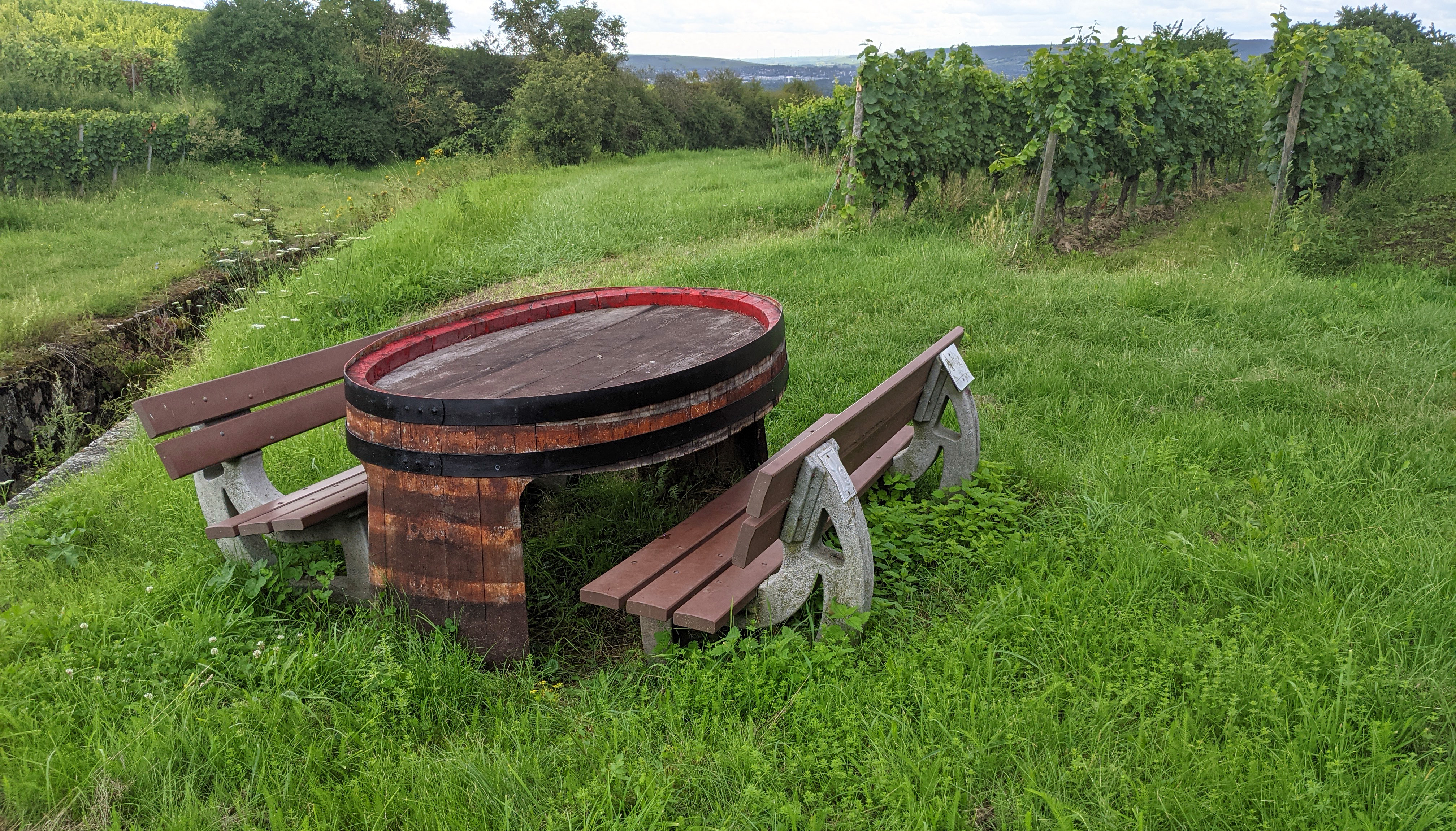
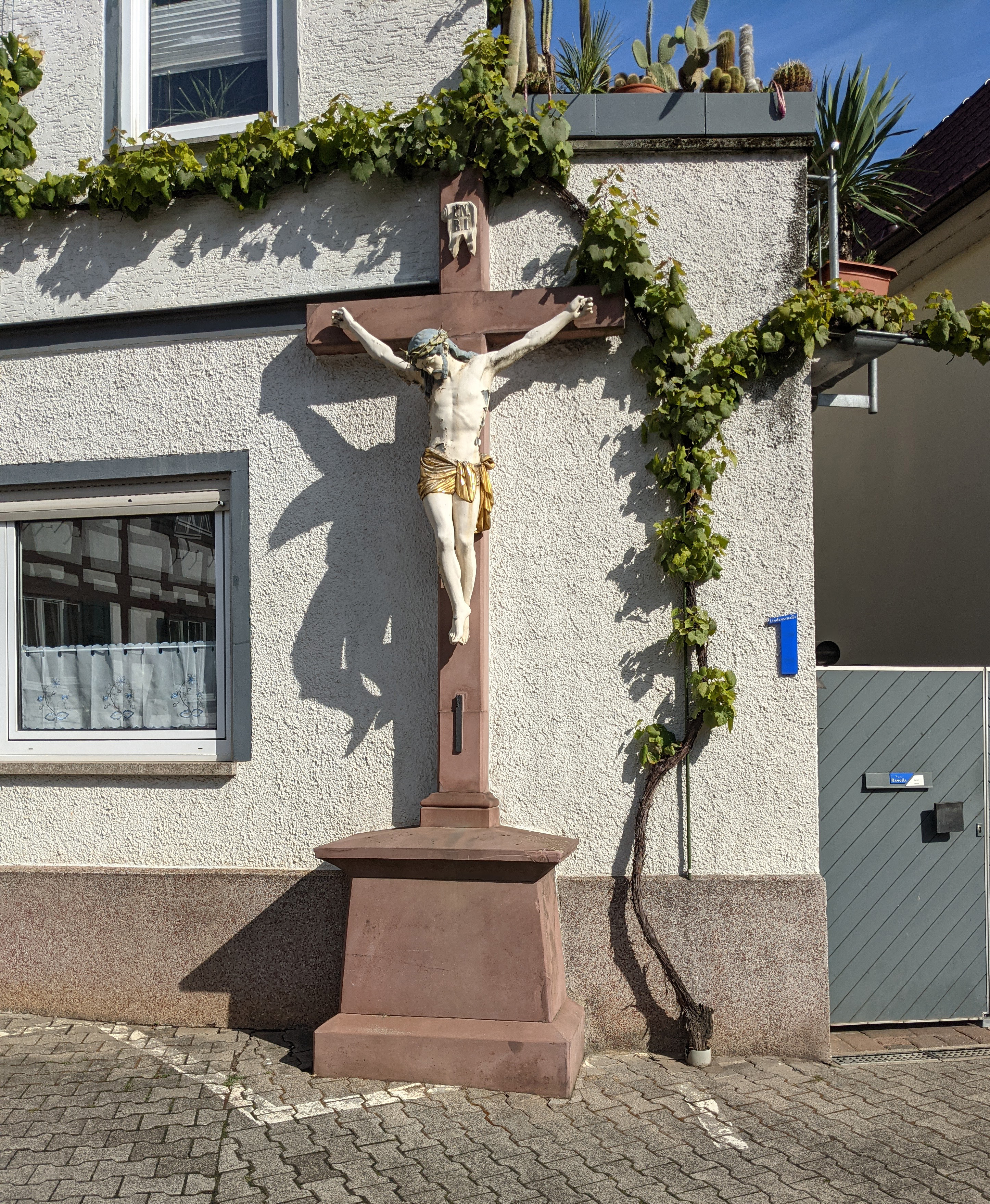
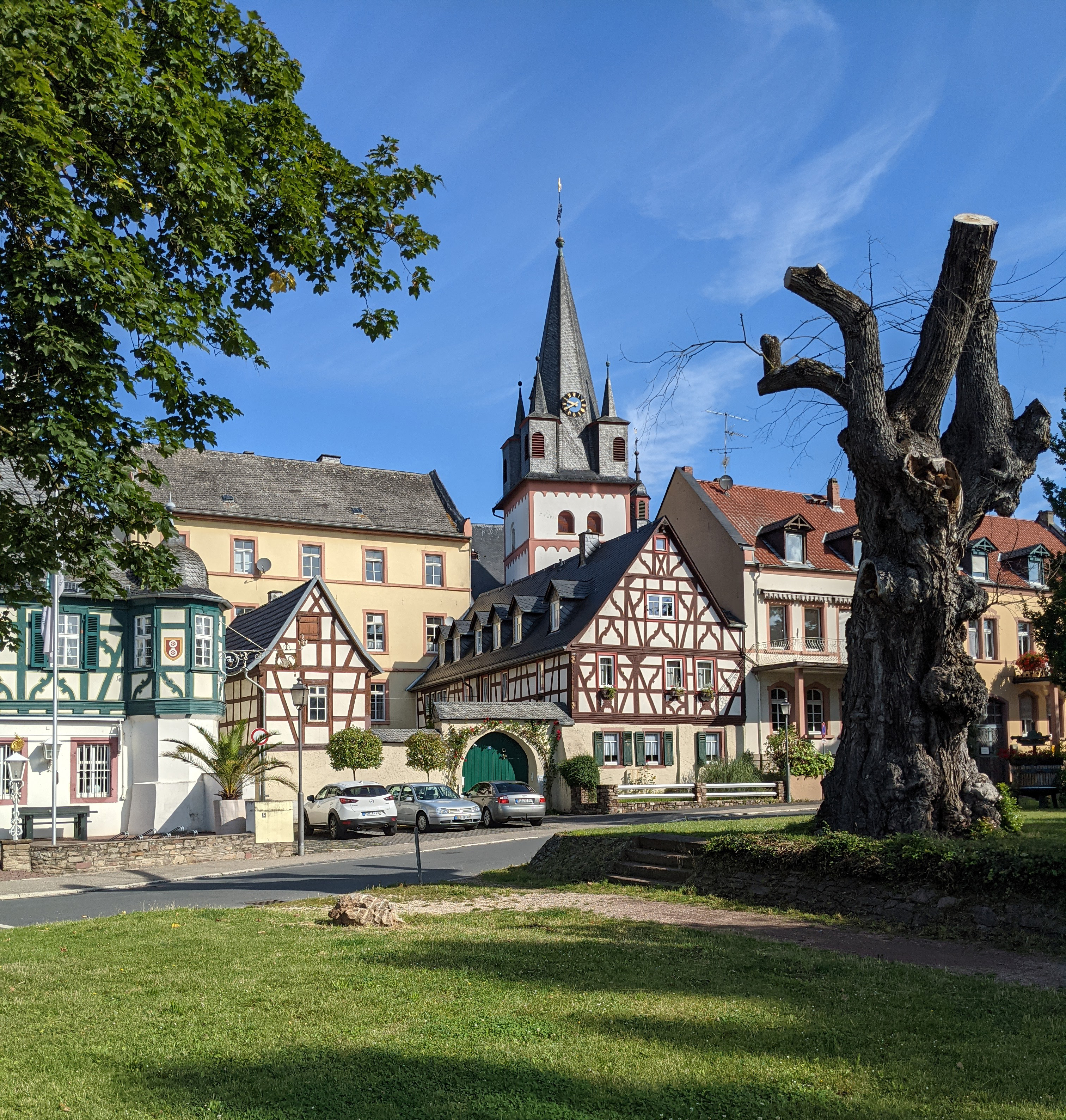
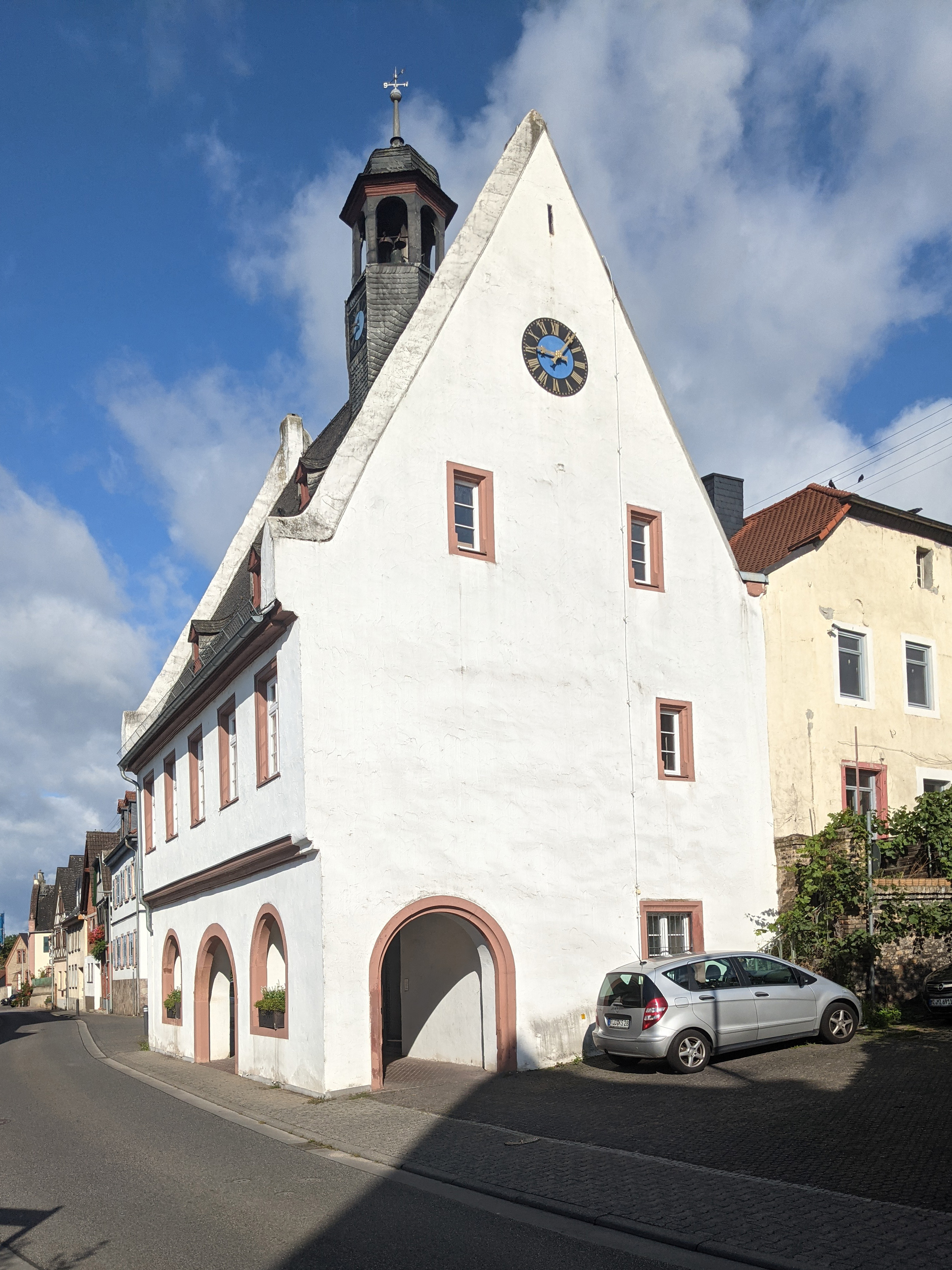
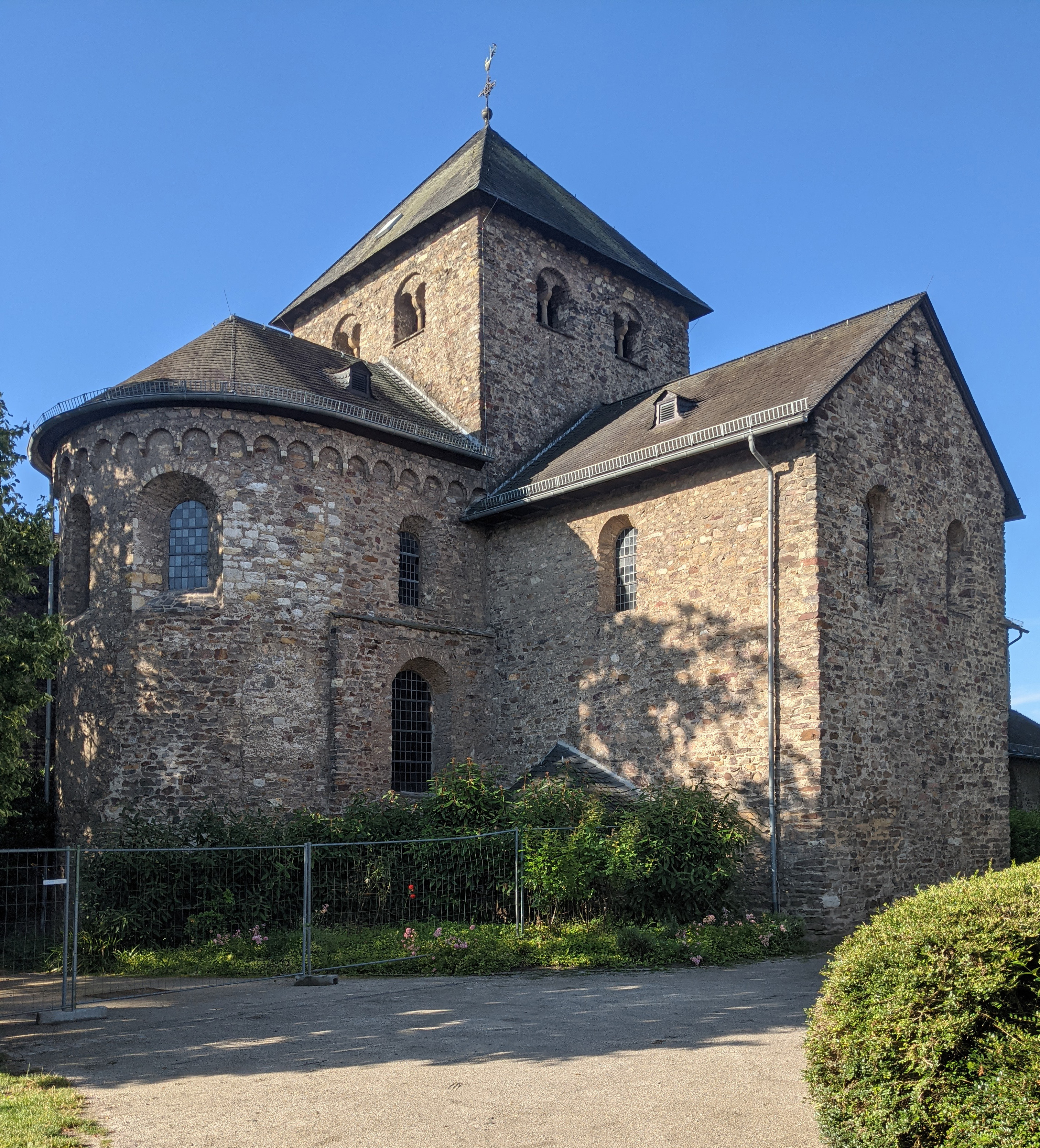
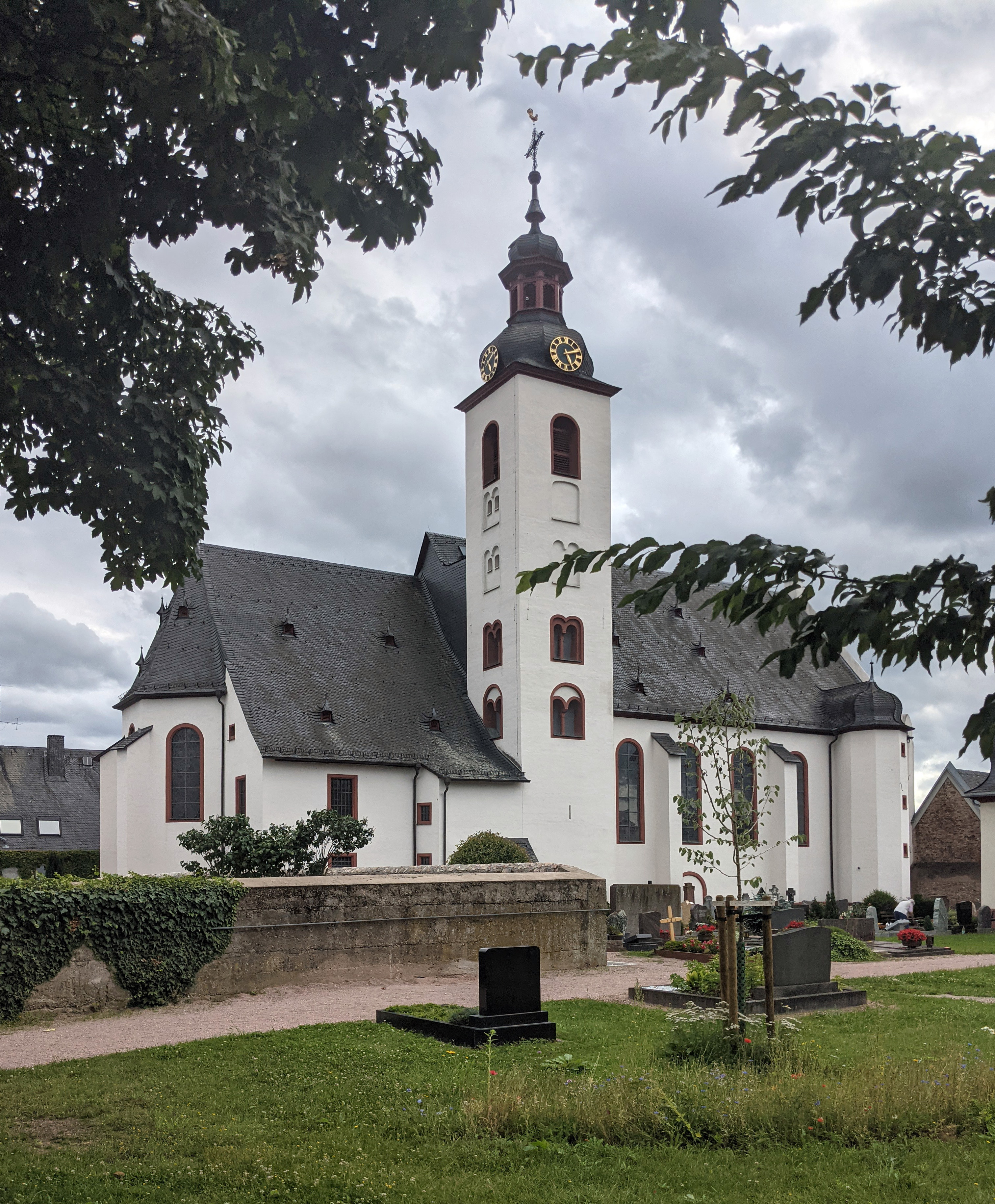
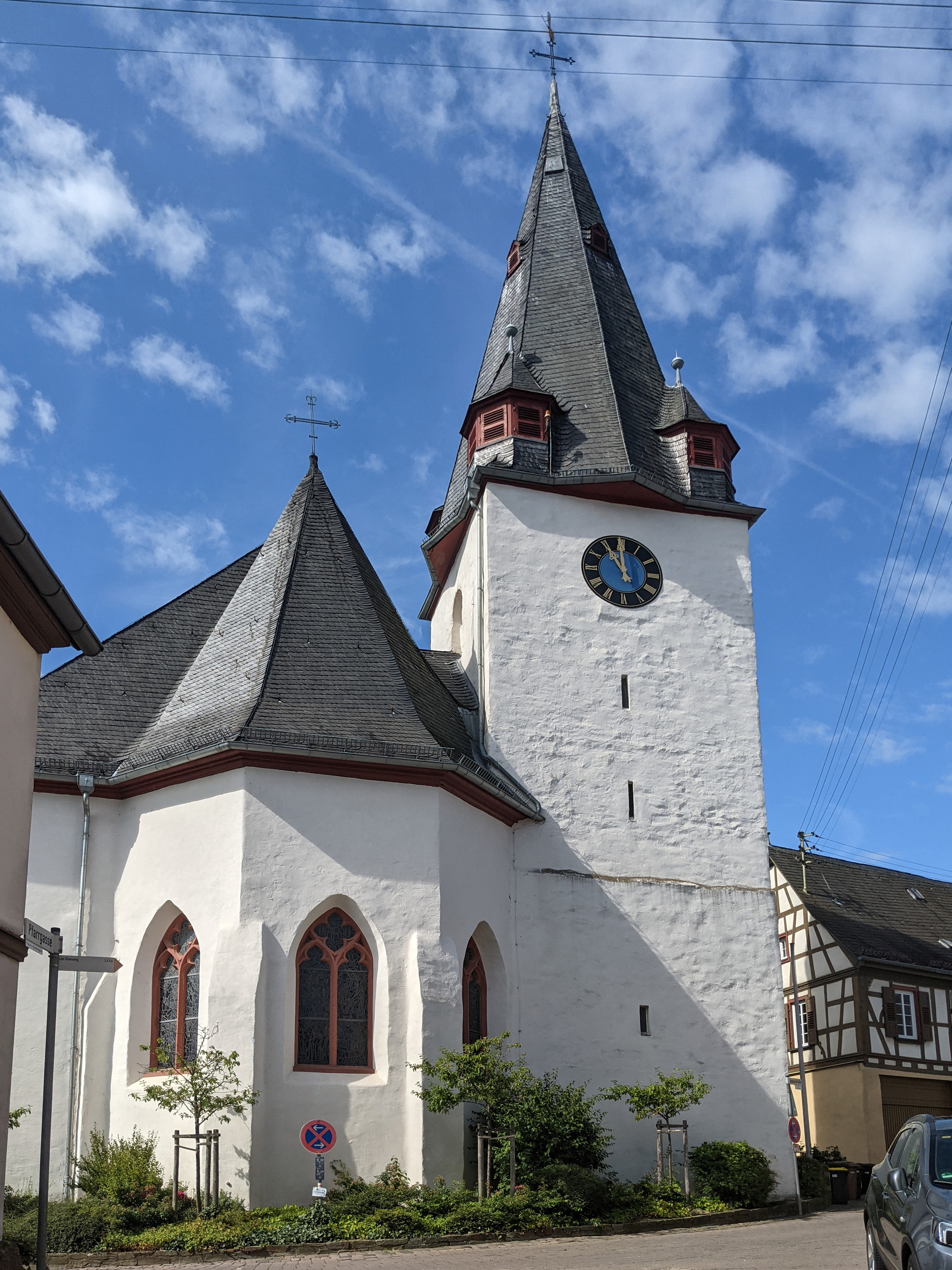
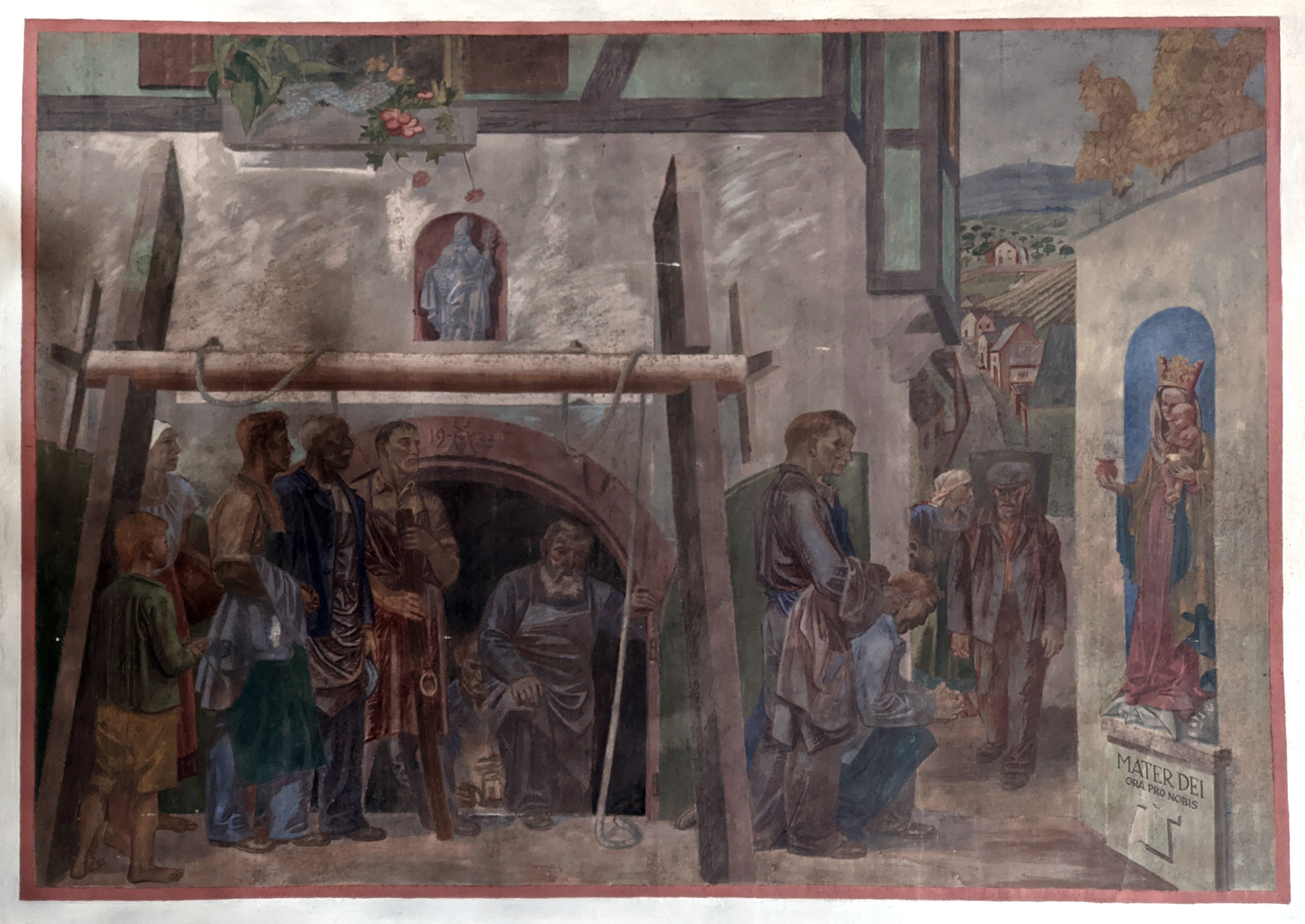
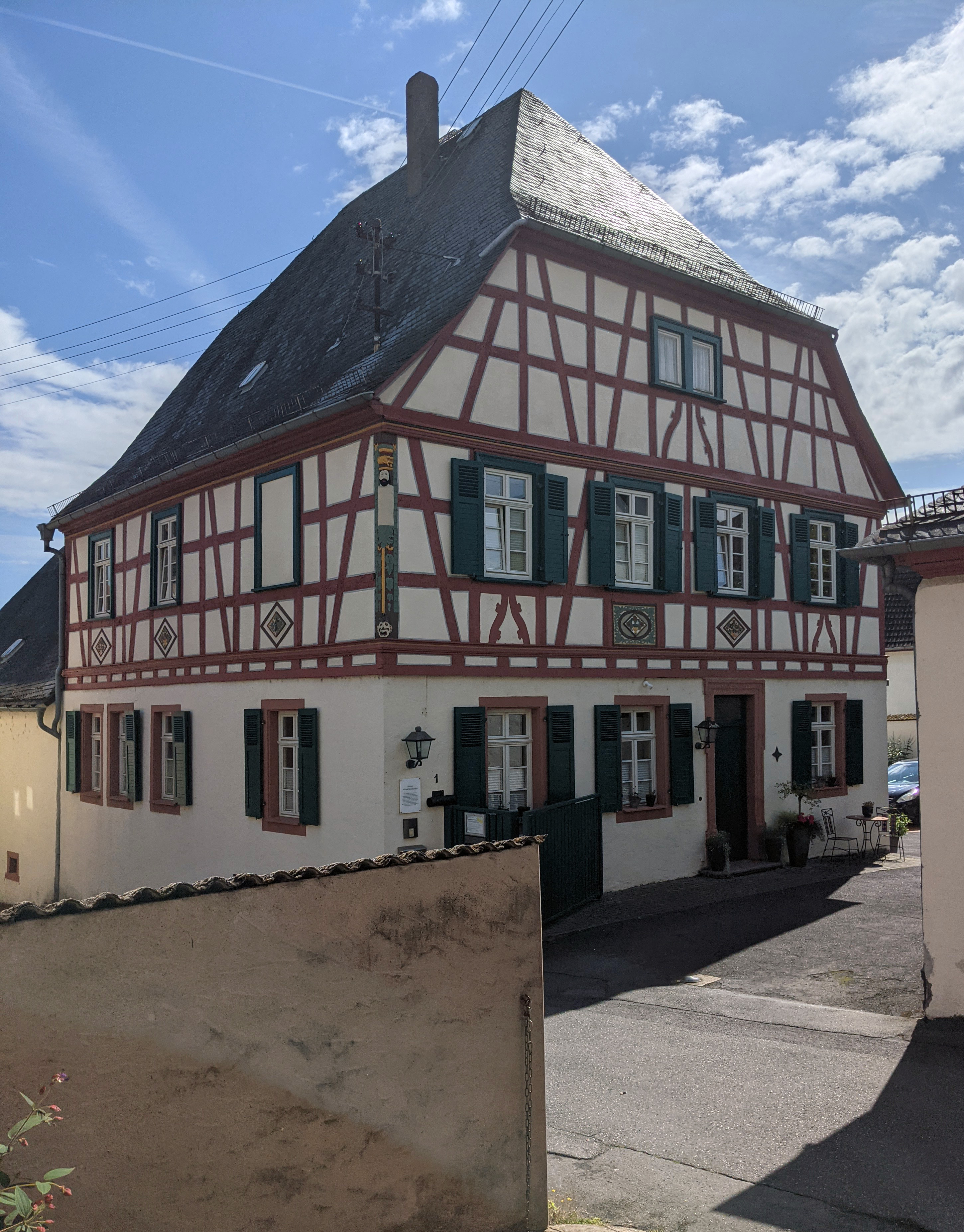
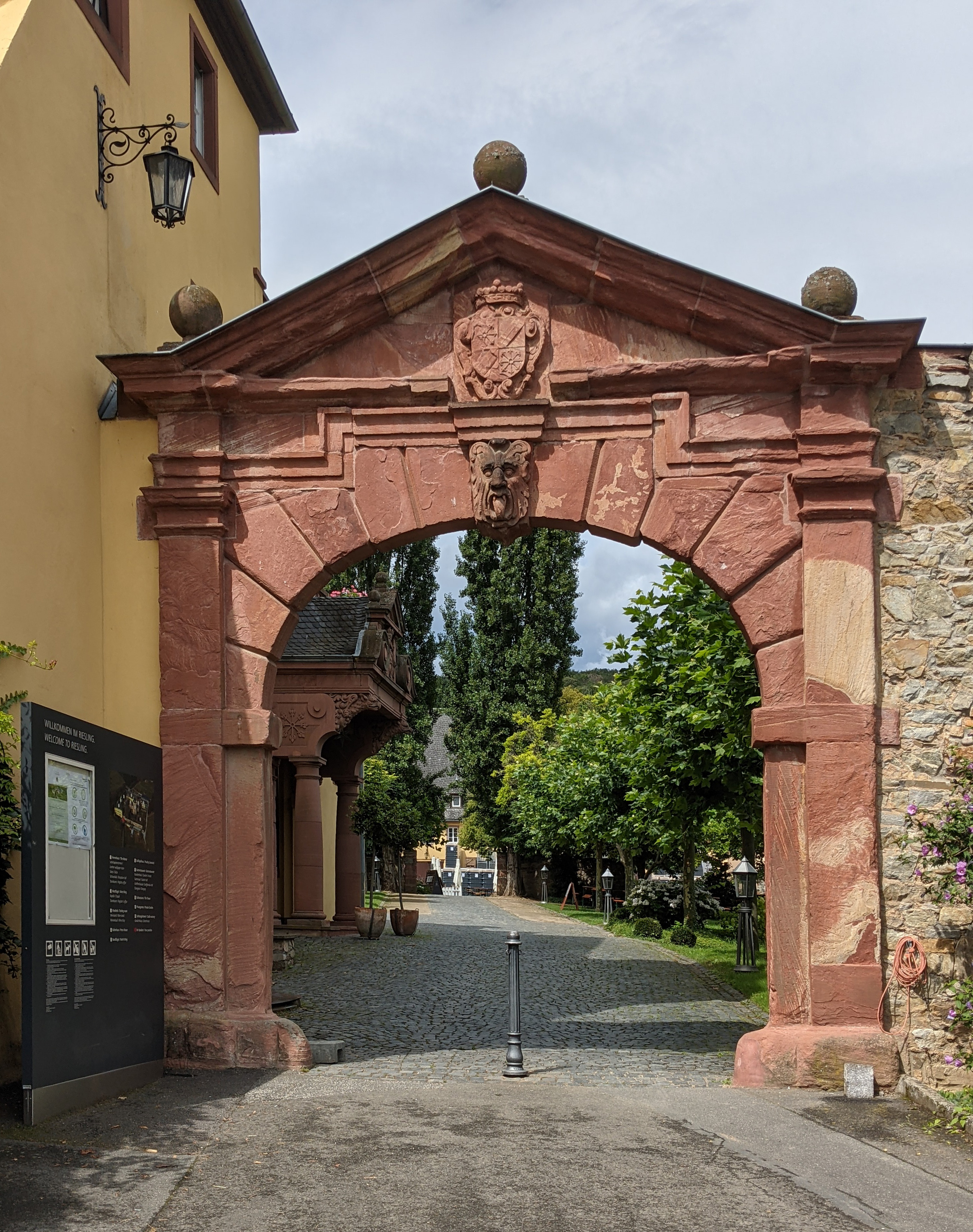